# Себежский краеведческий музей
Себежский краеведческий музей расположен в городе Себеж Псковской области.  В музее действуют постоянные экспозиции с объектами местной живой природы, геологии, археологии и истории, проходят выставки местных художников и фотографов.  Сотрудники музея проводят экскурсии по городу и памятным местам Себежского района.
Экспозиции и выставки занимают 8 залов общей площадью 280 м².

## История
За дату основания музея принято 30 августа 1927 года, когда музей был принят Главнаукой в музейную сеть страны.  Фонды были собраны первым директором — Борисом Владимировичем Сивицким, сотрудниками музея и пожертвованы местными жителями.  Во время Великой Отечественной войны все экспонаты были утрачены, к 1947 году музей был восстановлен.
В 1958 году музею было передано здание бывшей тюрьмы (построено в середине 19 века в качестве уездной тюрьмы, в 1917-1941 годах — тюрьма НКВД, в 1941-1944 — тюрьма Гестапо).

## Экспозиции
- Зал археологии
- Зал палеонтологии
- Зал природы
- Коллекция денежных знаков
- Зал партизанского движения
- Зал быта и этнографии